# De Werken en Sleeuwijk

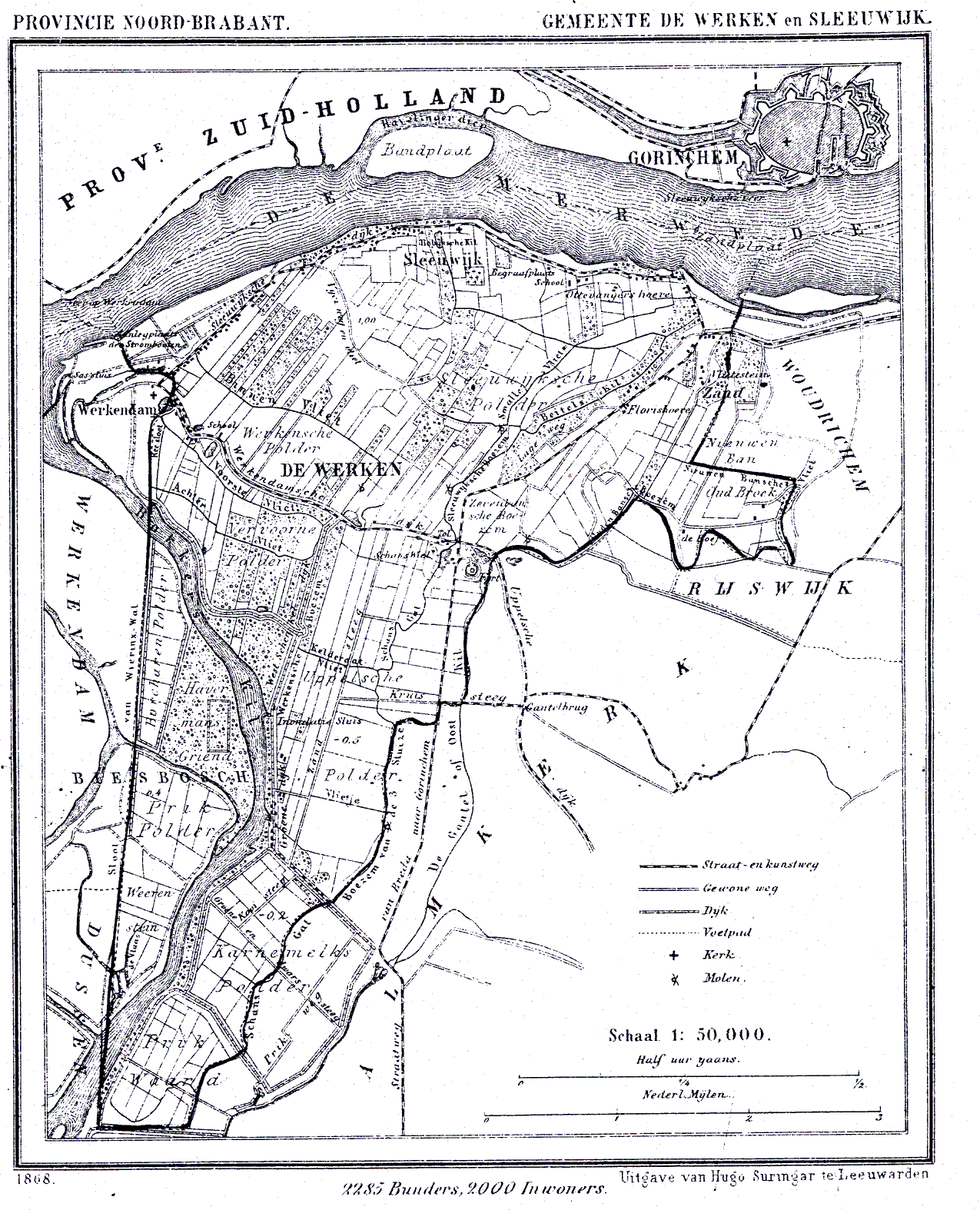
De Werken en Sleeuwijk.

Het wapen van de gemeente.

De Werken en Sleeuwijk was een gemeente in het tot Noord-Brabant behorende Land van Altena.
De gemeente De Werken en Sleeuwijk heeft bestaan van 1814 tot 1950. Ze bestond uit de kernen Sleeuwijk, een deel van Nieuwendijk, alsmede de dorpen De Werken en Kille. In 1950 werd het grondgebied van deze gemeente bij dat van Werkendam gevoegd.
De Werken en Sleeuwijk omvatte toen 2.111 ha en telde 4.218 inwoners.